# جزیره عباسک

نقشه حمل و نقل استان بوشهر

عَباسَک (نام پیشین شاه زنگی) جزیره‌ای کوچک و خالی از سکنه است در خلیج فارس. این جزیره ایرانی در نزدیکی بندر بوشهر و در میان آن بندر و جزیره شیف قرار گرفته‌است. این جزیره به عنوان یک پهنه گلی درون خلیج بوشهر واقع شده و بافت زمین و جنس خاک آن برای کشاورزی مناسب نیست. مساحت جزیره عباسک ۱۴٫۷ کیلومتر مربع و زمین آن ماسه‌ای است.
موزه‌ای به نام موزه بزرگ خلیج فارس در این جزیره در دست ساخت است. طرحی برای ایجاد یک دهکده گردشگری در این جزیره نیز در دست تهیه است. این جزیره در کنار جزیره‌های صدف، نگین و صدرا در منطقه آزاد بوشهر قرار دارد.
حکومت می‌خواهد این جزیره بومی را به یک شهرک زیست فناوری تبدیل کند که اهالی جزیره با آن مخالفت کردند.
از نظر تقسیمات کشوری این جزیره در دهستان انگالی از بخش مرکزی شهرستان بوشهر قرار دارد.